# ألفين هيلرشتاين
ألفين هيلرشتاين (بالإنجليزية: Alvin Hellerstein)‏ (و. 1933 – م)هو محامي، وقاضي من الولايات المتحدة الأمريكية .

## التعليم
تعلم في جامعة كولومبيا.